# Paul Copin-Albancelli
 (avril 2017).
 (février 2019).
- Si vous ne connaissez pas le sujet, laissez ce bandeau (vous pouvez alors contacter les auteurs).
- Si vous supprimez le contenu mis en cause (vous pouvez préalablement contacter les auteurs),

argumentez précisément cette suppression dans la page de discussion
(un manque de référence n'est pas un argument ; une recherche réelle de référence doit avoir été effectuée, être formellement documentée).
Paul Copin-Albancelli, dont le véritable nom était Paul-Joseph Copin, né le 24 février 1851 à Vervins (Aisne) et mort le 22 mars 1939 à Saint-Cloud, est un journaliste, militant nationaliste, essayiste et conférencier conspirationniste et antimaçonnique français, ancien franc-maçon.

## Biographie

### Parcours maçonnique
Franc-maçon dès 1884, de la loge l’Avant-Garde maçonnique de Paris appartenant à l'obédience maçonnique du Grand Orient de France. Il accomplit successivement les offices de secrétaire, d'orateur et de premier surveillant dans sa loge. En 1887, il intègre un chapitre des hauts grades maçonniques dit Rose-Croix du nom de La clémente amitié, dont le frère Louis Amiable était le président, portant le titre de Très-Sage. Il en sera le secrétaire. Par la suite, des ouvertures lui sont faites pour un passage au grade de chevalier kadosh. Dès 1889, encore dans la maçonnerie, il dénonce en tant que journaliste ses agissements dans une campagne électorale à Vervins qui oppose un conservateur, Godelle, à un député gouvernemental sortant et franc-maçon, Dupuy. Il accuse alors publiquement la maçonnerie d'intolérance, de fanatisme antireligieux et d'ingérence occulte dans les affaires politiques. Godelle l'emporte. Il est alors frappé d'une peine de mise en sommeil de quelques mois, au terme de laquelle il donne sa démission de sa loge, courant janvier 1890.

### Parcours antimaçonnique
Copin-Albancelli  use de son expérience pour se faire l’un des plus violents dénonciateurs de la franc-maçonnerie qu’il associe, comme plusieurs antidreyfusards de l’époque, à un complot juif, avant de faire évoluer sa position. Il commence une série de conférences en France, dont la première fut donnée devant les membres de la Ligue de la patrie française avec le soutien de Jules Lemaître et la seconde devant les membres de l'Action française.
Au tournant du XXe siècle, il  fonde les journaux antimaçonniques et antisémites À bas les tyrans (avec André Baron/Louis Dasté), La Bastille et France d'hier et France de demain. Il dirige l'Union française antimaçonnique, qui fusionne en 1906 avec deux ligues créées par Émile Driant. La nouvelle entité prendra alors le nom de Ligue française anti-maçonnique qu'il animera également. Elle éclate en 1909 et Copin-Albancelli fonde la Ligue de défense nationale contre la franc-maçonnerie. Il s'occupera aussi de la société d'édition « La Renaissance française ».
Parallèlement à ces activités, Copin-Albancelli collaborait également à la Revue Internationale des Sociétés Secrètes de Mgr Ernest Jouin, célèbre contempteur de la franc-maçonnerie et dénonciateur de supposées conspirations liées à des forces occultes.
Craignant la ruine de la France au profit de puissances étrangères par le moyen de la franc-maçonnerie et autres sociétés secrètes, dont la Grande-Bretagne, le pangermanisme et la communauté juive utiliseraient les effectifs, Copin-Albancelli dénoncera jusqu’à sa mort les sociétés secrètes, la propagande anti-française et les différents complots qui interfèrent, selon, lui dans la politique mondiale.
Le 28 février 1922, il exposa ses théories dans une lettre adressée au premier ministre britannique Lloyd George, qui en accusa réception, et dans laquelle il proposait que les sociétés secrètes soient inscrites au programme du désarmement au même titre qu'une arme ou qu'un régiment. Il fit cela dans un but de dénonciation.
Il s'attaqua également aux accointances maçonniques supposées du scoutisme.

### Action Française
Après avoir été boulangiste, Copin-Albancelli fut également l’un des premiers militants nationalistes et royalistes de l'Action française. Il collabora à la Revue d’Action française qui devint L'Action française sous la direction de Charles Maurras. Il était aussi membre de l'Entente nationale pour la reconstitution intégrale des libertés de France, un groupement politique réactionnaire présidé par le catholique orléaniste René Le Fur.
Copin-Albancelli a contribué au livre de Maurras Enquête sur la monarchie dont il a écrit un chapitre.
Il est inhumé aux côtés de son épouse (nom de jeune fille : Anne Delage ou Simon De Lage), la dramaturge et femme de lettres ayant le pseudonyme : Simone Arnaud (1850-1901), au cimetière Bouilhet situé sur la commune de Marly-le-Roi (Yvelines).

## Théories

### Franc-maçonnerie

#### Abaissement
Pour Copin-Albancelli, le temple maçonnique est un lieu d’abaissement intellectuel, une « société enfantine » [réf. obsolète]. Pour lui, rien ne vaut une clientèle médiocre et veule, lâche et vile, pour servir de vivier et y pêcher des êtres qui jamais n’échapperont « aux directions du pouvoir occulte ». Copin dénonce certaines sociétés maçonniques dont il a pu étudier les statuts qui professent le satanisme sous la forme d'un culte à Lucifer, et dont les ateliers ne travaillent pas selon la formule « à la gloire du Grand Architecte de l'Univers ».

#### Société secrète
Colpin-Albancelli qualifie la franc-maçonnerie de société secrète visible camouflée afin que personne ne sache, y compris ses adeptes, à quoi elle sert réellement. Son caractère de société secrète est révélé par le fait qu'elle dissimule son but, aux profanes comme à ses adhérents, dissimulation facilitée par une complication qui n'a pas d'autre but. Pour lui toute société « qui a des secrets » est une société secrète. Il critique l'absence de responsabilité maçonnique envers les déclarations de ses membres ou des revues liées, qui, selon la maçonnerie, ne représentent qu'eux-mêmes. Dans cette irresponsabilité de la maçonnerie, qui empêche de se faire une idée précise d'elle, Copin ne voit qu'une volonté supplémentaire de tromperie. Une opinion partagée par un autre franc-maçon démissionnaire, Albert Vigneau une vingtaine d'années plus tard. Il explique que toute autre société secrète de conception simplifiée est condamnée à plus ou moins long terme à voir ses secrets révélés (de sa méthode d'action, de ses moyens d'action, nom de ses membres). Au contraire, la maçonnerie se préserve des bavardages, des imprudences, des maladresses et des trahisons de ses membres ainsi que des espions. Paradoxalement, un bavardage éventuel renforcerait encore son camouflage en ne révélant sur elle que des détails innocents, biaisant d'autant plus le jugement des profanes. Citant Louis Blanc, il affirme que des « arrière-loges » peuvent même être créées, comme durant la révolution française.

#### Origines
À propos des origines de la maçonnerie, il cite le roman (qu'il qualifie d'étude) La Nouvelle Atlantide de Francis Bacon, décrivant une île dont les habitants sont gouvernés par une société secrète qui créait des filiales à l'étranger dans des nations rivales aux fins de renseignement afin de profiter de l'une ou l'autre nation à un moment donné en état d'infériorité. Il décrit la franc-maçonnerie spéculative faisant son apparition en Angleterre moins de 20 ans après la publication de cet ouvrage, et manifestant certains des caractères indiqués dans le livre de Bacon, comme d'affecter un but d'étude mais de s'occuper de politique. Pour Copin, au début de la maçonnerie spéculative, des hommes se sont infiltrés en tant qu'associés, protecteurs, membres donateurs ou honoraires des anciens maçons constructeurs (opératifs), qui manquaient alors de travail et d'argent, afin de s'emparer du privilège de former une société secrète tolérée et reconnue. L'ancienne corporation de maçons ne serait en fait qu'un corps parasité.

#### Buts
Copin ne voit pas la franc-maçonnerie comme une force au service d'une nation, mais plutôt au service d'ambitions égoïstes et particulières. Il souligne que c'est par le biais de l'évocation d'un idéal (par exemple la formule Liberté, égalité, fraternité[Interprétation personnelle ?] ou l'humanitarisme,), finalement dénaturé, que la maçonnerie affaiblit la France. Il établit que les loges permettent une sélection politique des personnes qu'un pouvoir occulte souhaite, en raison de leur caractère, de leur personnalité et de leurs partis pris, voir jouer un rôle dans la société . Le critère du choix du candidat, quant à sa profession, doit être son influence afin d'atteindre à travers lui la société; quant à sa personnalité, cela doit être son idéalisme et sa capacité à se laisser illusionner. Elle sert également de canal de transmission de la société supérieure qui la subordonne

#### Idéologie
Copin souligne l'idéologie anti-traditionaliste de la maçonnerie d'un point de vue politique et religieux. Ce parti pris aboutirait directement à l'antipatriotisme et au désarmement de la France dans les années qui ont précédé la Première Guerre mondiale, désarmement voulu, pensé et organisé dans les loges qui réuniraient les théoriciens de l'antipatriotisme et les ministres qui organisent le désarmement du pays.

#### Subordination
Conformément à son concept de sociétés secrètes superposées, il désigne la franc-maçonnerie comme une organisation subordonnée ou la qualifie d'« institution secrète inférieure ». Il évoque l'impossibilité de définir clairement l'origine de la maçonnerie comme une preuve supplémentaire de son contrôle par superposition. Il souligne que certains documents furent brûlés lors de la fondation de la Grande Loge de Londres tandis que d'autres documents, produits à des époques diverses pour servir de base à l'histoire de la maçonnerie, furent reconnus par la suite faux ou adultérés.

#### Interventions maçonniques dans l'histoire
Révolution française
Copin rend la maçonnerie responsable de la révolution française, s'appuyant sur des ouvrages de Louis Blanc, de Bertrand de Molleville, de Jean-François Marmontel, d'Arthur Young, de Pierre Victor de Besenval de Brünstatt et d'Augustin Cochin. S'appuyant sur Louis Blanc il affirme que des « arrière-loges » peuvent même être créées et que les loges fermées se transformèrent simplement en clubs, citant en exemple le cercle social des « Amis de la vérité », fondé le 15 octobre 1790 et qui était une ancienne loge. Ce cercle fut fondé par Guillaume-François-Charles Goupil de Préfeln, Mailly de Chateau-Regnault, Nicolas de Condorcet, Nicolas de Bonneville et Claude Fauchet, ces deux derniers rédacteurs de la Bouche de fer, journal portant le nom de leur ancienne loge maçonnique. Copin désigne Jean-Paul Marat, Robespierre, Georges Jacques Danton, Honoré-Gabriel Riquetti de Mirabeau, Gilbert du Motier de La Fayette, Jérôme Pétion de Villeneuve, Paul Barras, Emmanuel Marie Michel Philippe Fréteau de Saint Just et Philippe Égalité comme maçons. S'appuyant sur l'ouvrage de Molleville, il désigne le meurtre de Louis Bénigne François Berthier de Sauvigny et de Joseph François Foullon comme des assassinats « prémédités et exécutés maçonniquement ».
Révolution de 1848 et Second Empire
Pour Copin, la maçonnerie demanda au prince Louis Napoléon sa protection, pas encore devenu Napoléon III, alors même qu'elle a mis en place la révolution de 1848, 
Guerre de 1870
Il observe, s'appuyant sur les ouvrages de Georges Goyau, que la Guerre franco-allemande (1870) éclate après que l'opposition politique, subordonnée à la franc-maçonnerie, a combattu la nouvelle organisation de l'armée française proposée par le maréchal Niel et placé ainsi la France en état d'infériorité.
Affaire des fiches
Copin allègue que préalablement à l'affaire des fiches et aux ministères des frères Maurice Berteaux et Eugène Étienne, la maçonnerie, comme il le dénonça dans son journal La Bastille, avait le projet d'une mainmise sur l'armée par l'attribution au ministre de la guerre du choix des officiers, autrefois réservé aux commissions de classement, par l'organisation d'un système de renseignements maçonnique permettant d'écarter les officiers hostiles à la maçonnerie, par la substitution de ministres civils aux ministres militaires et par l'obligation faite au ministre de se reposer pour le choix des officiers et des directions d'école militaires sur certains collaborateurs désignés par les loges. La maçonnerie imprima ses projets dans un brochure réservée aux maçons mais parvenue en dehors des loges.
Première Guerre mondiale
Pour lui, le militantisme pacifiste qui s'est exercé en France avant la Première Guerre mondiale jusqu'au 24 juillet 1914 (la guerre éclate le 4 août 1914), où les frères Le Foyer, Hubbard et Gaston Moch invitèrent les Parisiens à s'occuper de la préparation et de l'organisation du désarmement, constitue une preuve de la subordination de la maçonnerie française au pangermanisme[Interprétation personnelle ?]. Il y rattache la volonté du frère Pierre Brizon qui, 4 mois avant la guerre, proposait une armée de milice pour la France .
Traité de Versailles
Il déclare qu'après la guerre, la maçonnerie souhaite encore la diminution de la force française et l'acceptation des exigences allemandes après le traité de Versailles.
Chute de la monarchie en Espagne
Il accuse la maçonnerie de vouloir faire chuter la monarchie espagnole, déclarant qu'une déclaration fut faite en ce sens au convent du Grand Orient de France en 1902 entre maçons espagnols et français.
Politique française sous la IIIe république
Pour lui, le Parlement français (assemblée nationale et sénat) de la IIIe république vers 1908 est composé pour moitié de députés et sénateurs maçons, soit 450 sur 900, chiffre qu'il juge disproportionné avec le nombre de maçons parmi les Français, qu'il estime à 30 000 tant en France que dans les colonies. Il juge que les démasquer au moyen de listes est une entreprise hasardeuse, estimant que sur cinq maçons, il y en a trois ou quatre pour échapper aux recherches. Il en conclut que si ces 450 maçons se révélaient être 450 membres de congrégation religieuse ou 450 citoyens britanniques, on aurait raison de conclure que la France est aux mains de l'Église catholique ou de la Grande-Bretagne, sauf qu'ils seraient reconnaissables et qu'on pourrait alors s'opposer à eux.

### Les sociétés secrètes superposées
Copin-Albancelli définit le concept de sociétés secrètes superposées et cite les Illuminés de Bavière comme ayant subordonné des loges maçonniques françaises par le passé. Cette même société aurait mis au point la notion d'humanitarisme (universalisme) en tant que ferment de désorganisation nationale, repris plus tard par des loges maçonniques en tant qu'entité qu'il qualifie de subordonnée. C'est au moyen des grades ou degrés maçonniques que se superposent deux sociétés secrètes. Pour lui, chaque grade constitue une association propre formant une superposition d'associations.
Cette superposition laisse deviner un groupement chef procédant pour se faire obéir non par ordres mais par suggestions, permettant son invisibilité. Suggérant une ressemblance entre le groupement chef et les Illuminés de Bavière, il explique que le recrutement de ce groupement doit être invisible pour le profane et seulement visible à ceux qui en font l'objet, après avoir été choisis sans en être informés. Au sommet, soit au-dessus de la société secrète supérieure, se trouve finalement la direction, alors que les premiers grades croient travailler au perfectionnement de l'humanité et les intermédiaires au renversement des pouvoirs illégitimes faisant obstacle à ce perfectionnement. Copin cite la Haute-Vente (Alta Vendita) comme société de type maçonnique supérieure par rapport aux Carbonari, société de type maçonnique subordonnée.

### La guerre occulte
Pour Copin-Albancelli, la guerre au sens militaire du terme se double d'une « guerre occulte », accomplie dans le secret mais dont on aperçoit l'élément agissant, la propagande. Il cite l'Allemagne comme une des puissances majeures dans ce domaine, y compris après la fin de la Première Guerre mondiale, qui aurait été la manifestation visible d'une guerre invisible entre sociétés secrètes. Celles-ci permettraient à un petit nombre d'asseoir leur domination sur la majorité.
Pour lui la révolution française n'est pas une manifestation de l'âme française mais d'une puissance occulte ennemie. Il définit la tactique de la guerre occulte comme étant de « faire agir et non pas agir ». Les buts de cette guerre sont de répandre l'anarchie dans les collectivités humaines en persuadant les individus de se soustraire aux règles, devoirs, discipline qui donnent cohésion et force à une collectivité, réduisant les gens en une masse désagrégée et impuissante. Alors peut surgir et s'imposer une organisation qui, peut établir une dictature occulte.

### Les Protocoles des Sages de Sion
Croyant que diverses organisations secrètes tentent de constituer un « pouvoir mondialiste », Copin-Albancelli explore une théorie du complot qu’on retrouve à la même époque dans les Protocoles des Sages de Sion. Pourtant, Copin-Albancelli dénonça la fausseté des Protocoles, y voyant un ouvrage de propagande antisémite qui chargeait les Juifs pour dédouaner d'autres forces agissantes dans la politique mondiale, dont le pangermanisme. Pour lui, le pangermanisme fut l'instigateur de la large diffusion des Protocoles après 1918. Il distingue les antisémites de conviction des antisémites par intérêt, dont les pangermanistes. Il s'oppose à la thèse du judéo-bolchevisme, rappelant que les chefs du gouvernement soviétique reçurent ordres et argent de l'état-major allemand.

### Le pouvoir occulte
Le caractère séculier et l'effort continu de ces pouvoirs occultes implique une volonté s'exerçant à long terme, de l'ordre de plusieurs générations, grâce à une cooptation constante des remplaçants, sélectionnés parmi les plus aptes à servir ses desseins[Interprétation personnelle ?]. Copin estime que ces pouvoirs occultes ne peuvent nécessairement être que des pouvoirs monarchiques et dynastiques comme celui de la Grande-Bretagne ou de l'Allemagne et des milieux pangermanistes liés à la noblesse allemande, ou avoir un caractère tribal ou ethnique ou encore être fondés sur une religiosité séculière comme le pouvoir de la communauté juive et du judaïsme (thèse de la judéo-maçonnerie).

#### Le Pouvoir occulte et la Grande-Bretagne
Copin décrit l'origine britannique de la maçonnerie ainsi que la subordination des loges étrangères à une influence directrice britannique au moyen de la régularité maçonnique. Il établit également l'anglophilie de la maçonnerie française, qui s'exprime alors même que des alliés ou des intérêts français sont en jeu.

#### Le Pouvoir occulte et le pangermanisme
Selon Copin, l'intérêt occulte pangermaniste est opposé à celui de la communauté juive[évasif].

#### Le Pouvoir occulte et le judaïsme
Copin exprime que les intérêts du judaïsme dans la révolution française, vue comme un complot maçonnique, sont évidents[évasif], tout comme la participation massive et organisée de la communauté juive à la révolution russe de 1905.

## Publications
- Le Boulangisme du peuple, Paris, L. Sauvaitre, 1891.
- La Franc-Maçonnerie et la question religieuse, Paris, Perrin, 1892 ; 1905.
- La Question franc-maçonnique devant les électeurs, Paris, L. Sauvaitre, 1893.
- Comment je suis entré dans la Franc-Maçonnerie et comment j'en suis sorti, Paris, Perrin et Cie, 1895 ; 1905 ; 1908.
- La dictature maçonnique. Conférence prononcée le 16 décembre 1899, Paris, Bureaux de l'Action française, 1899 ; [1900] ; Paris, F. Dupont, [1901].
- Première conversation de Trimard et Boudineau sur la Franc-Maçonnerie. (L'Égalité sous la République Franc-Maçonnique), Paris, Imprimerie Bardinet, s. d. [1902]
- (avec Léon de Montesquiou, le Dr René Le Fur, le Dr Rondeau, Marc Sangnier, Henri de Larègle et Gustave de Lamarzelle), Nos Traditions nationales, comment les défendre ? Conférences. Avec le compte rendu de la 1re réunion de l'Entente nationale tenue à la salle de la Société de géographie le 8 juillet 1904, avec une lette de Paul Bourget, Bourges, Éditions de l'Entente nationale, [1904].
- (avec M. Millerand, Roger Lambelin, l'amiral Charles Édouard de La Jaille et le Dr René Le Fur), L'Armée et la Franc-maçonnerie, Bourges, Éditions de L'Entente nationale, [1905].
- Le drame maçonnique Le pouvoir occulte contre la France, Paris, Lyon, La Renaissance française; Librairie Emmanuel Vitte, 1910, 427 p. (OCLC 1400377206).
- Le Drame maçonnique. La conjuration juive contre le monde chrétien, Lyon, Librairie Emmanuel Vitte - Paris, La Renaissance française, 1909.
- La Question des boys-scouts ou éclaireurs en France, Paris, La Renaissance française, 1913.
- Les Éclaireurs de France, Paris, R. Tancrède, [1914].
- Une correspondance adressée à M. Clemenceau par Copin-Albancelli : I. Possibilité de l'union entre les Français. Premières lettres à M. Clemenceau. La question religieuse durant la guerre ; II. Quatrième lettre à M. Clemenceau. La franc-maçonnerie, la démocratie et la République, Paris, La Renaissance française, [1916].
- La Guerre occulte, les sociétés secrètes contre les nations, Paris, Perrin et Cie, 1925, 288 p. (OCLC 458900815).
- "Préface" à Benjamin Fabre, Un initié des sociétés secrètes supérieures "Franciscus, eques a capite galeato" (1753-1814), Paris, La Renaissance française, 1913.